# Secuestro del vuelo 705 de Mexicana de Aviación
El secuestro del vuelo 705 de Mexicana de Aviación ocurrió el miércoles 8 de noviembre de 1972. Se trataba de un avión de pasajeros Boeing 727-200 que volaba de Monterrey (Nuevo León, México) al Distrito Federal (ahora Ciudad de México). Este acto fue ejecutado por miembros de la Liga de Comunistas Armados, encabezados por Germán Segovia. La tripulación de pilotos del vuelo MX705 estuvo integrada por el P.A. Abel Quintana Rodríguez como comandante, del P.A. y expiloto de la Fuerza Aérea Mexicana Sergio Román Téllez y Fuentes como primer oficial y del P.A. Carlos Pérez Rivera, quienes fueran encargados de salvaguardar las vidas de los 110 pasajeros a bordo.

El P.A. Sergio Román Téllez y Fuentes siendo entrevistado posterior a los hechos.

## Los hechos
El 8 de noviembre de 1972, el vuelo 705 de la Compañía Mexicana de Aviación partía del Aeropuerto Internacional de Monterrey de la misma ciudad a las 9:22 horas con destino a la Ciudad de México. El avión tipo Boeing 727 transportaba a 110 pasajeros cuando a las 9:35 horas el capitán de la aeronave, Abel Quintana Rodríguez, reportó a la torre de control que cuatro individuos armados habían tomado el mando del aparato. El comando, formado por Germán Segovia Escobedo, Armando González, José Luis Martínez y Alberto Sánchez H., era un grupo de integrantes de una organización de guerrilla urbana llamada Liga de Comunistas Armados. 
El motivo del secuestro era exigir la libertad de cinco guerrilleros detenidos —Ángel Mejía Nuñez, Francisca de Lourdes Saucedo Gómez, Reynaldo Sánchez Rodríguez, Edna Ovalle Rodríguez y Tomás Okusono Martínez— a cambio de los pasajeros y la tripulación del avión. El comando guerrillero aseguraba tener consigo una carga de explosivos capaces de partir la nave en dos. Las autoridades consintieron la liberación de los guerrilleros y una vez reunidos todos en el avión, a las 12:55 horas solicitaron a la torre de control el plan de vuelo a Cuba. La nave despegó hacia la isla a las 15:40 horas y aterrizó en el Aeropuerto Internacional José Martí de La Habana a las 19:20, hora local. La tripulación había llegado a salvo a la capital cubana. Estos regresaron a México en el mismo avión al día siguiente, el 9 de noviembre, mientras que los guerrilleros solicitaron asilo en Cuba, lo que les fue concedido por el gobierno del país.
Tal es el caso de Alberto Sánchez y sus compañeros de la Liga de los Comunistas Armados de Monterrey —miembros después de la Liga Comunista 23 de Septiembre—, quienes desviaron en 1972 un avión de Mexicana de Aviación a La Habana, exigiendo que los acompañara la compañera Edna Ovalles, herida y presa por las autoridades mexicanas, junto a otros seis desaparecidos. Al llegar a La Habana fueron sometidos a juicio militar en la prisión de La Cabaña y enviados a realizar trabajos forzados en Valle de Picadura junto a viejos comunistas y revolucionarios de la lucha contra la dictadura de Batista, presos y castigados por “disidentes”. La odisea de estos revolucionarios, en sus intentos de abandonar la Isla para continuar la lucha, involucraría a Hilda Guevara —hija del fallecido Ernesto "Che" Guevara y, para esas fechas (1973), esposa de Alberto Sánchez— por lo que se le negaría, primero, la actualización de su pasaporte en la embajada mexicana de La Habana y, después, la salida de la isla.
Algunos de los entonces guerrilleros se acogieron a la amnistía otorgada el 28 de septiembre de 1978, otorgada por el entonces presidente de México, José López Portillo, a sugerencia del secretario de Gobernación Jesús Reyes Heroles. En nota fechada el 2 de enero de 1982 el semanario mexicano Proceso relató el suicidio de Germán Segovia Escobedo, quien se quitó la vida con un disparo en la sien en la madrugada del 25 de diciembre de 1981. Segovia sufría de hostigamiento durante meses por amenazas anónimas de muerte y torturas contra él y contra sus familiares. Germán Segovia era yerno de Rosario Ibarra de Piedra, quien a su vez era madre de Jesús Piedra Ibarra —secuestrado en 1974 en Monterrey— y fundadora del Comité ¡Eureka!
Tomás Okusono sería después detenido en Estocolmo (Suecia), acusado de participar en una operación militar multinacional con el fin de secuestrar al entonces secretario de turismo de ese país escandinavo, según el libro de Claire Sterling (1981).